# كوماندو (لعبة فيديو)
كوماندو (بالإنجليزية: Commando)‏ يسمى في النسخة اليابانية سينجو نو أوكامي (باليابانية: 戦場の狼) وتعني الذئب في المعركة القتالية، هي لعبة فيديو إلكترونية من نوع اقتل واجرِ، أنتجها شركة كابكوم اليابانية سنة 1985م، وتعمل على عدة أنظمة التشغيل ومنها بلاي ستيشن 3 وإكس بوكس 360.